# 731 TCN
731 TCN là một năm trong lịch La Mã.